# Irbitski pisany kamen
Irbitski pisany kamen (Russisch: Ирбитский писаный камень) is een acht tot tien meter hoge loodrechte rots in de Centrale Oeral aan de rivier de Irbit bij het plaatsje Pisanets in het stedelijk district van Artjomovski in de Russische oblast Sverdlovsk. De rots bevat pisantsy (Oeraalse rotstekeningen) die mogelijk uit het Neolithicum (5000–3000 v.Chr.) dateren, maar waarover verder niets bekend is.
De rotstekeningen (petrogliefen) bestaan uit vingertekeningen met rood pigment, verdeeld over vier plekken, waarvan één nu niet meer bestaat. De rotstekeningen tonen mensen, dieren en allerlei symbolen, die door hen in een bepaalde volgorde werden gezet.
De rots werd in de 17e eeuw ontdekt door de Russen. In 1705 werd de rots reeds beschreven door Nicolaes Witsen in zijn boek Noord en Oost Tartarye. In 1741 bezocht de Duits-Russische historicus en etnoloog Gerhardt Friedrich Müller de steen en bekritiseerde de maker zelfs vanwege de ongestructureerde vormgeving. In 1960 werden de pisantsy onder leiding van Sovjetwetenschapper Tsjernetsovski onderzocht, gekopieerd en gepubliceerd in een boek.